# فرقة بانزر 25 (الفيرماخت)
كانت فرقة بانزر الخامسة والعشرون، الملقبة بـ «موندشين» (Moonshine)، تشكيل دبابات ألماني خلال الحرب العالمية الثانية. كانت واحدة من العديد من فرق بانزر الأقل قوة وتجهيزا  التي شكلها الألمان خلال السنوات الأخيرة من الحرب. 

### التنظيم والبناء

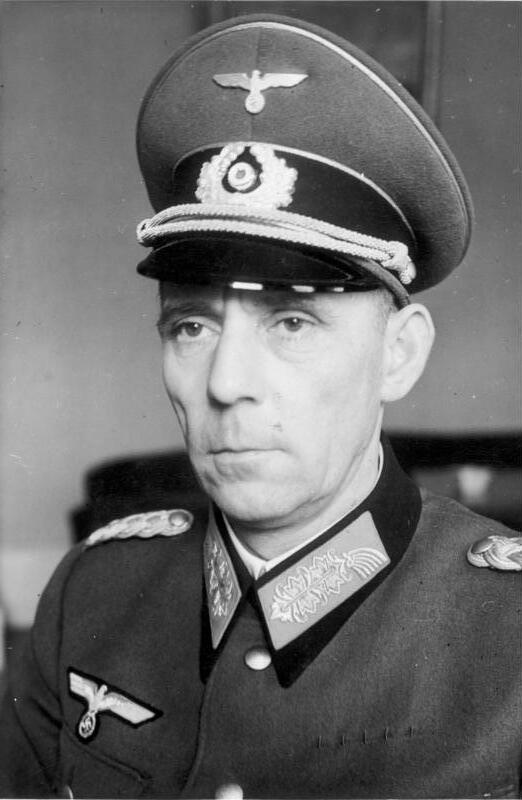
ادولف فون شيل في 1 يناير 1943 - 15 نوفمبر 1943

## القادة
- Generalleutnant Johann Haarde ، 25 فبراير 1942
- Generalleutnant Adolf von Schell ، 1 يناير 1943
- اللواء دير بانزرتروب جورج جاور ، 15 نوفمبر 1943
- Generalleutnant هانز تروجر ، 20 نوفمبر 1943 - 10 مايو 1944
- Generalmajor OSWIN Grolig ، 1 يونيو 1944
- Generalmajor أوسكار Audörsch ، 18 أغسطس 1944 - مايو 1945